# Anna Maria Alberghetti

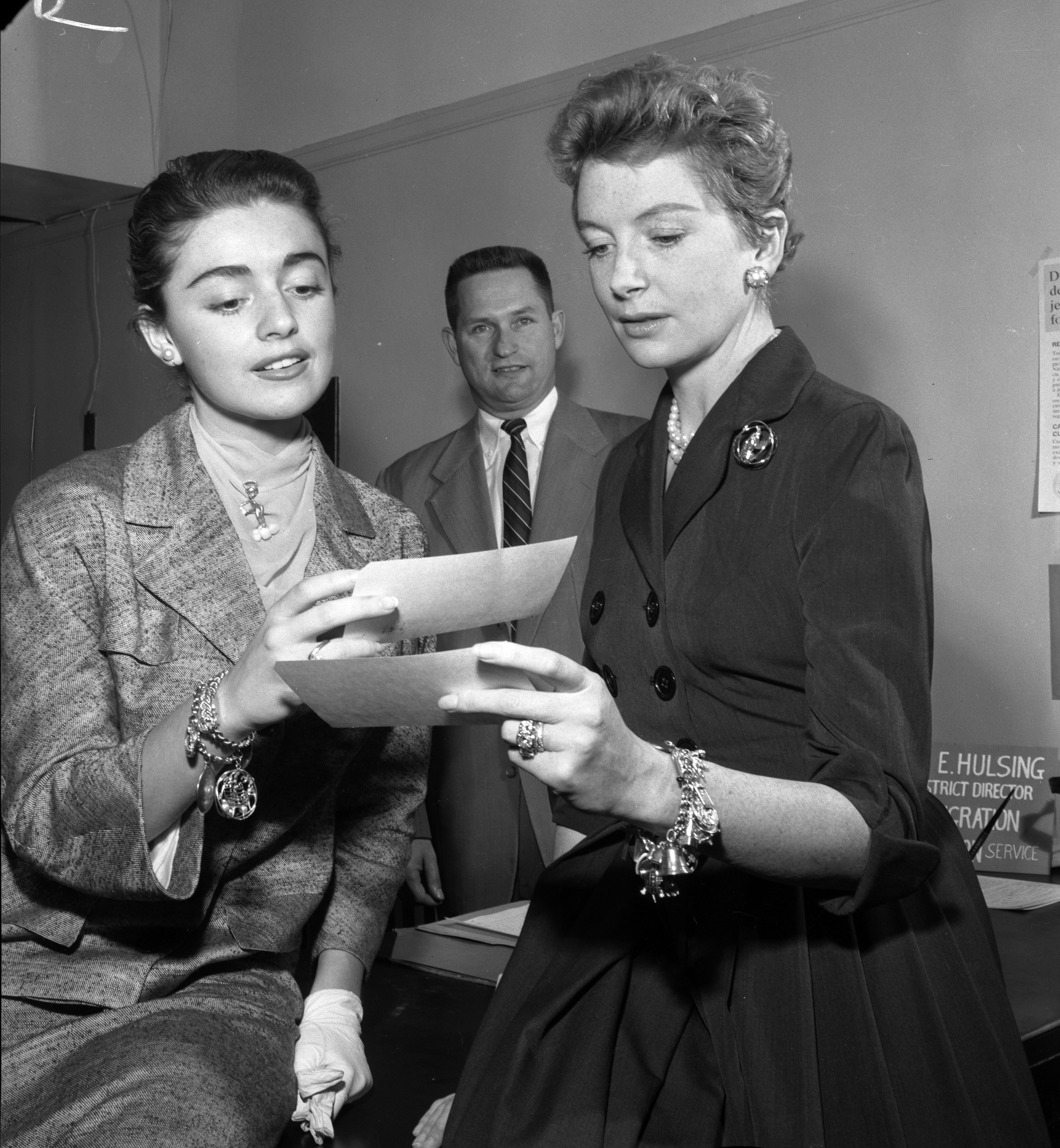
Anna Maria Alberghetti (links) mit Deborah Kerr (1957)

Anna Maria Alberghetti (* 15. Mai 1936 in Pesaro, Italien) ist eine italienische Schauspielerin und Sängerin (Sopran), die ihre größten Erfolge am Broadway feierte und für ihre Leistungen 1962 mit dem Tony Award ausgezeichnet wurde.

## Leben
Anna Maria Alberghetti wurde 1936 als Tochter eines Cellisten und Opernsängers und einer Pianistin im italienischen Pesaro geboren. Bereits im Alter von sechs Jahren hatte Alberghetti ihren ersten Auftritt als Sängerin auf der Insel Rhodos. Mit dreizehn Jahren trat sie in der Carnegie Hall in New York auf.
1951 erhielt Alberghetti ihre erste größere Filmrolle in Frank Capras Hochzeitsparade an der Seite von Bing Crosby. Zuvor hatte sie bereits in der italienischen Produktion Das Medium mitgespielt. Es folgten Hauptrollen in 10.000 Schlafzimmer mit Dean Martin, Aschenblödel mit Jerry Lewis sowie in dem Western Durango Kid – der Rächer. Neben ihrer Filmkarriere war sie zudem in mehreren Fernsehserien und Shows zu sehen, darunter in einer Folge der Mary Tyler Moore Show.
Ihre größten Erfolge feierte Alberghetti in Musicals am Broadway in New York. 1962 wurde sie für ihre Darstellung in Lili mit dem Tony Award als beste Schauspielerin ausgezeichnet. Sie ist bis heute als Schauspielerin und Sängerin aktiv.
Alberghetti war seit 1964 mit dem Produzenten Claudio Guzmán verheiratet. Das Paar bekam zwei gemeinsame Kinder. Die Ehe wurde 1974 geschieden.

## Trivia
Anna Maria Alberghetti findet Erwähnung in Ira Levins Bestseller Rosemary's Baby von 1967, in dem die Hauptcharakterin Rosemary Woodhouse eine Hausbewohnerin wegen ihres ähnlichen Aussehens mit Alberghetti verwechselt.

## Filmografie (Auswahl)
- 1951: Das Medium (The Medium)
- 1951: Hochzeitsparade (Here Comes the Groom)
- 1953: Ein Lied, ein Kuß, ein Mädel (The Stars Are Singing)
- 1955: Die Barrikaden von San Antone (The Last Command)
- 1957: Durango Kid – der Rächer (Duel at Apache Wells)
- 1957: 10.000 Schlafzimmer (Ten Thousand Bedrooms)
- 1960: Aschenblödel (Cinderfella)
- 2001: Friends & Family
- 2001: Feuerwerk auf italienisch (The Whole Shebang)

## Theatrografie (Auswahl)
- 1961: Lili
- 1963; 1968: Fanny
- 1964: West Side Story
- 1970: Cabaret
- 1976: The Student Prince
- 1978; 1983: The Sound of Music
- 1981: Camelot